# 孙发端
孙发端（1895年—1977年），字效父（一作效文），男，安徽桐城人，中国公路选线专家，曾任交通部公路勘察设计院副院长兼总工程师。